# Billy Kuckuck – Margot muss bleiben!
Margot muss bleiben! ist die erste Folge der deutschen Filmreihe Billy Kuckuck um die titelgebende Gerichtsvollzieherin, verkörpert von der österreichischen Schauspielerin Aglaia Szyszkowitz. Die Dramödie wurde am 27. April 2018 zum ersten Mal im Ersten ausgestrahlt. Mit 3,48 Millionen Zuschauern wurde ein Marktanteil von 12,2 % erreicht.

## Handlung
Billy Kuckuck ist eine Mainzer Gerichtsvollzieherin. Im Rahmen einer Zwangsvollstreckung muss sie die betagte Bewohnerin Margot Kühlborn aus ihrer Wohnung entfernen lassen, in der diese seit 50 Jahren lebt. Im Laufe der Aktion stellt sich heraus, dass Frau Kühlborn in ihrem Alter keine andere Perspektive sieht, als in ihrer Wohnung zu bleiben, da sie sonst in der Stadt keinerlei Bezugspunkte hat.
Als Billy Kuckuck die Räumung deshalb Kraft ihres Amtes vorübergehend außer Vollzug setzt, begegnet sie auf der Straße dem neuen Eigentümer, der sich ihr gegenüber als rechthaberischer Egoist in Szene setzt, der sie auf eine herabwürdigende Art und Weise an sich heranwinkt und ihr gegenüber deutlich macht, dass er auf die alte Dame keine Rücksicht nimmt und seine Wohnung schnellstmöglich selbst beziehen möchte. Als er auch noch auf einem Behindertenparkplatz parkt, wird Billy Kuckuck wütend.
Im Laufe der Handlung wird allerdings klar, dass Florian Elster, der neue Eigentümer, selbst einen Rollstuhl benötigt und endlich seine Chance nutzen möchte, seinem Elternhaus zu entfliehen, wo ihn sein Vater auf bedrückende Art seit Jahren umsorgt.
Billy Kuckucks eigene Anstrengungen, für Margot Kühlborn eine neue, geeignete Wohnung zu finden, fruchten zunächst nicht, dennoch gelingt es ihr schlussendlich, für alle Beteiligten eine zufriedenstellende Lösung zu finden.

## Kritik
„Die Machart ist bestechend: leicht & locker, spielerisch & dramaturgisch dicht“

„Spannende Wendungen und gute Nebenfiguren (die sarkastische Richterin, Billys deutschtürkische Partner, Gunnars naive „Neue“) machen den Start der neuen Reihe unterhaltsam. Die stets rührend bemühte Heldin nervt mitunter[. ]Klar, gefühlig, aber auch überraschend und mit Dialogwitz“

## Weiterführende Informationen
Weblinks
- Billy Kuckuck – Margot muss bleiben! bei IMDb

Belege
1. ↑  Billy Kuckuck – Filme im Ersten – ARD. In: Das Erste. 1. Mai 2020, archiviert vom Original am 11. Oktober 2020; abgerufen am 1. Dezember 2021.
2. 1 2  Billy Kuckuck – Margot muss bleiben! - Kritik zum Film. In: tittelbach.tv. Abgerufen am 10. Oktober 2020.
3. ↑  Billy Kuckuck – Margot muss bleiben! In: TV Spielfilm. Abgerufen am 10. Oktober 2020.